# Schildbuckel

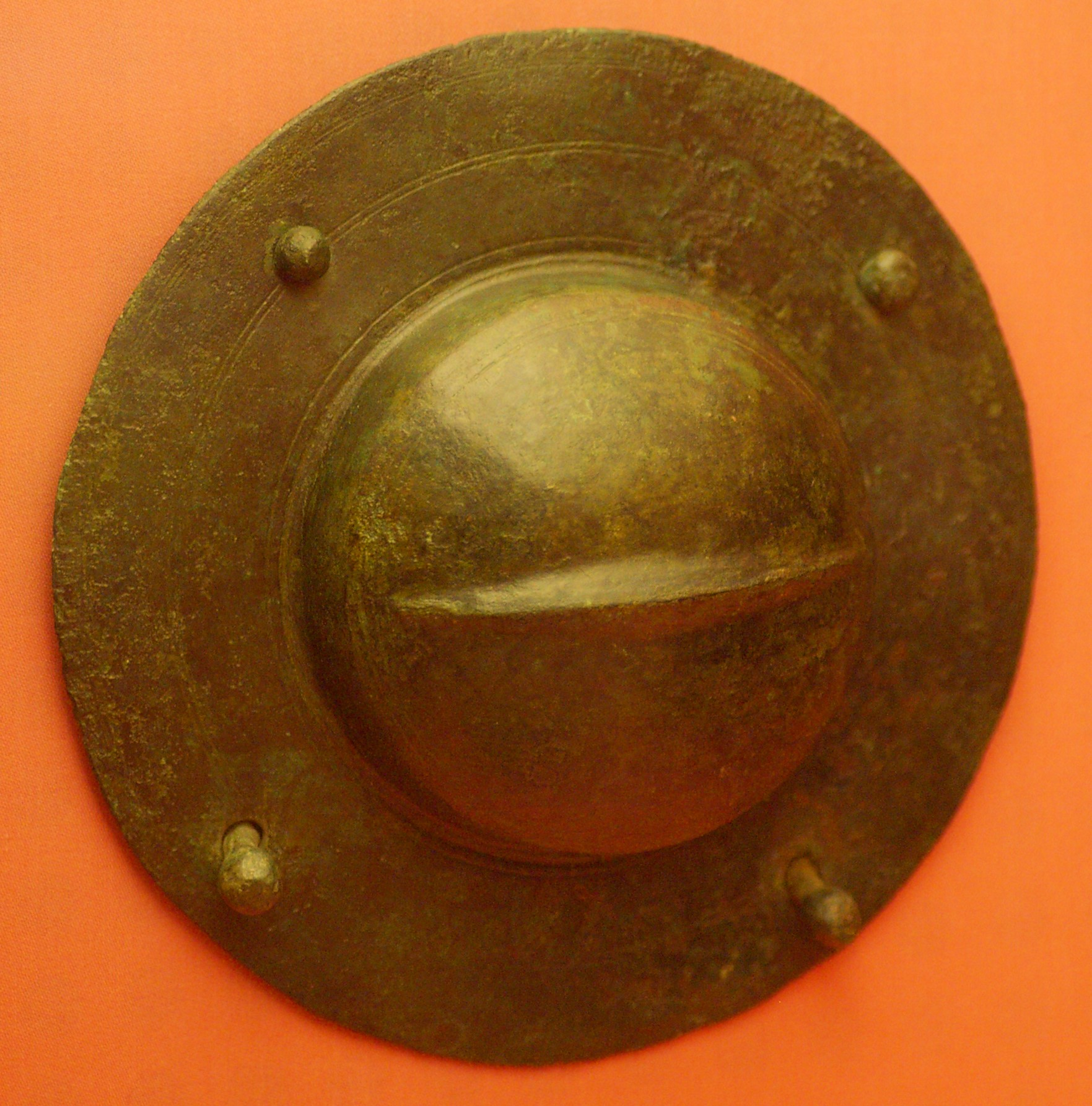
Schildbuckel eines römischen Scutum

Unter einem Schildbuckel versteht man eine Kalotte meistens aus Eisen- oder Bronzeblech, welche zum Schutz der Faust auf der Vorderseite des Schildes aufgenietet war. Unter dem Buckel war im Schild ein Griffloch ausgespart, in dem der Träger den Schild an der Schildfessel führte. Verwendung fand der Schildbuckel beispielsweise beim römischen Scutum und bei den Rundschilden im Frühmittelalter. Nach der Einführung des sogenannten „Normannenschildes“ im 11. Jahrhundert, der eine andere Grifftechnik aufwies, war der Schildbuckel nur noch Dekoration, die im Laufe des Hochmittelalters verschwand. Die Formen der Schildbuckel wichen je nach Mode und Region stark voneinander ab. Es existierten Kugelabschnitte, halbkugelige, kegelförmige und spitzovale Buckel, die bei Prunkschilden reich verziert oder vergoldet sein konnten.

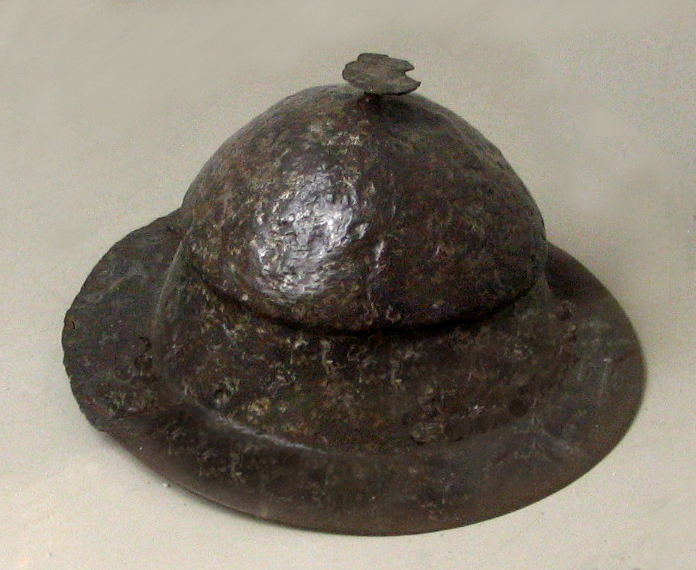
Langobardischer Schildbuckel, gefunden in Fornovo San Giovanni, ausgestellt im Museo civico archeologico in Bergamo.
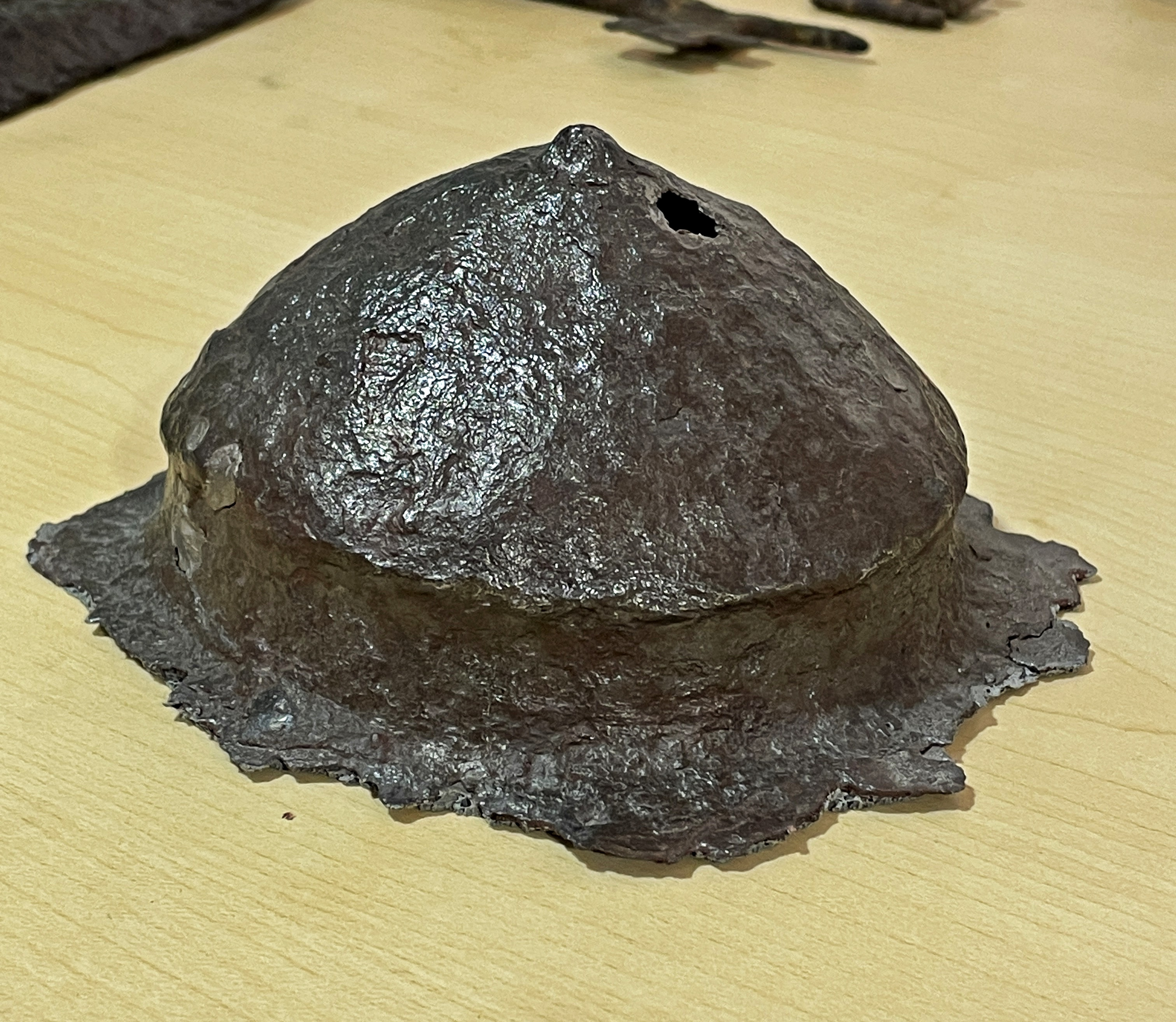
Fränkischer Schildbuckel, 6. Jahrhundert, Grabbeigabe (Krempe teilweise abgerostet), Museum Grünstadt
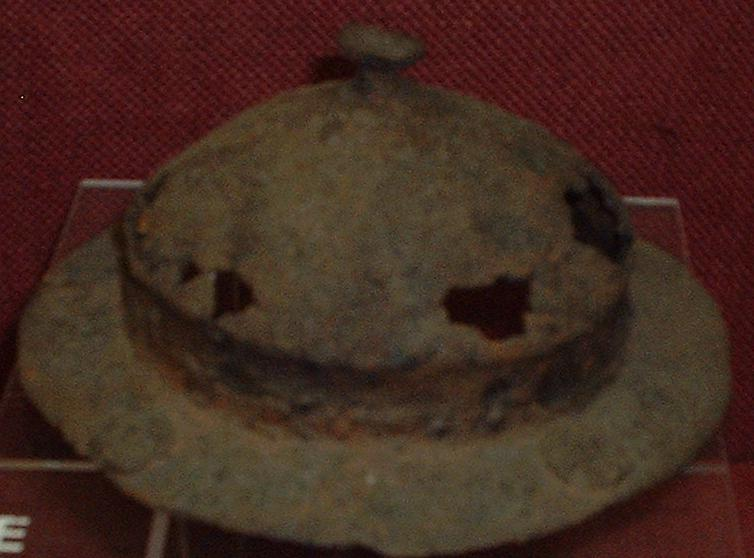
Angelsächsischer Schildbuckel, gefunden in Ham Hill, ausgestellt im Somerset County Museum in Taunton.
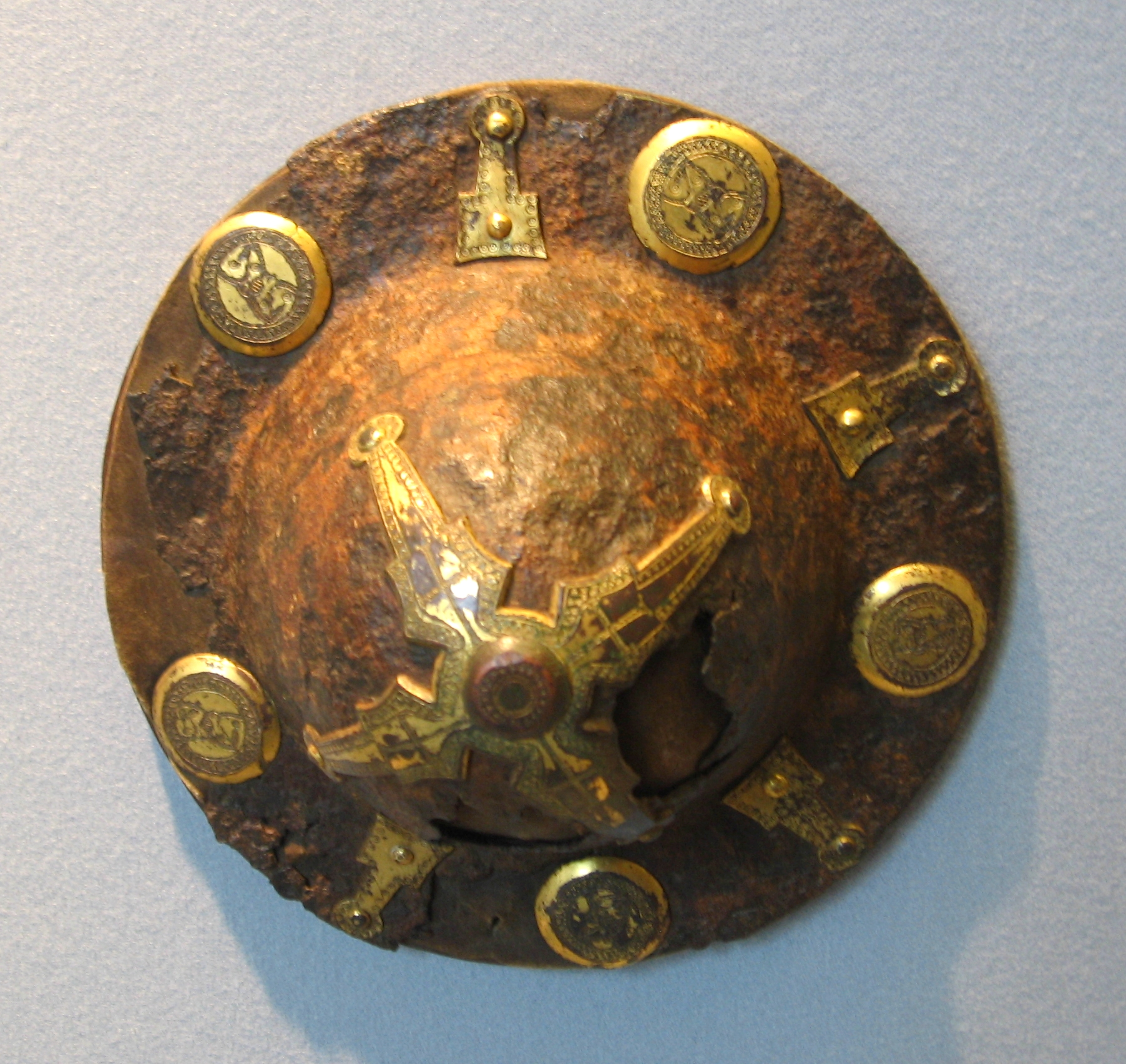
Langobardischer Schildbuckel aus dem 7. Jahrhundert mit Verzierungen aus Bronze. Ausgestellt im Metropolitan Museum of Art in New York.
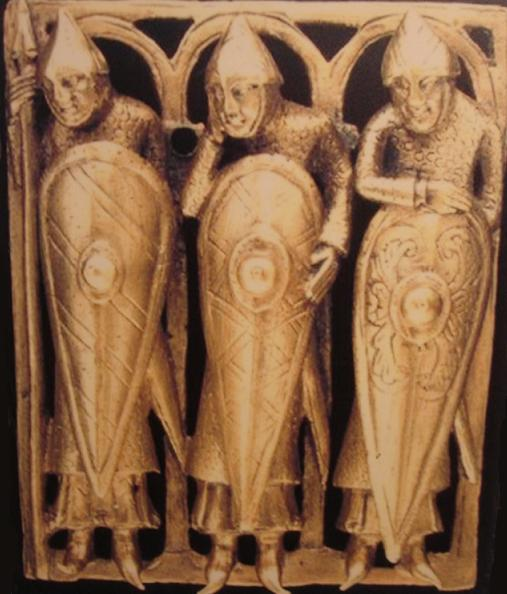
Normannenschilde mit Schildbuckeln auf der so genannten Temple Pyx (Monstranz), Teil eines Reliquiars (um 1140–1150), heute Burrell Collection, Glasgow.
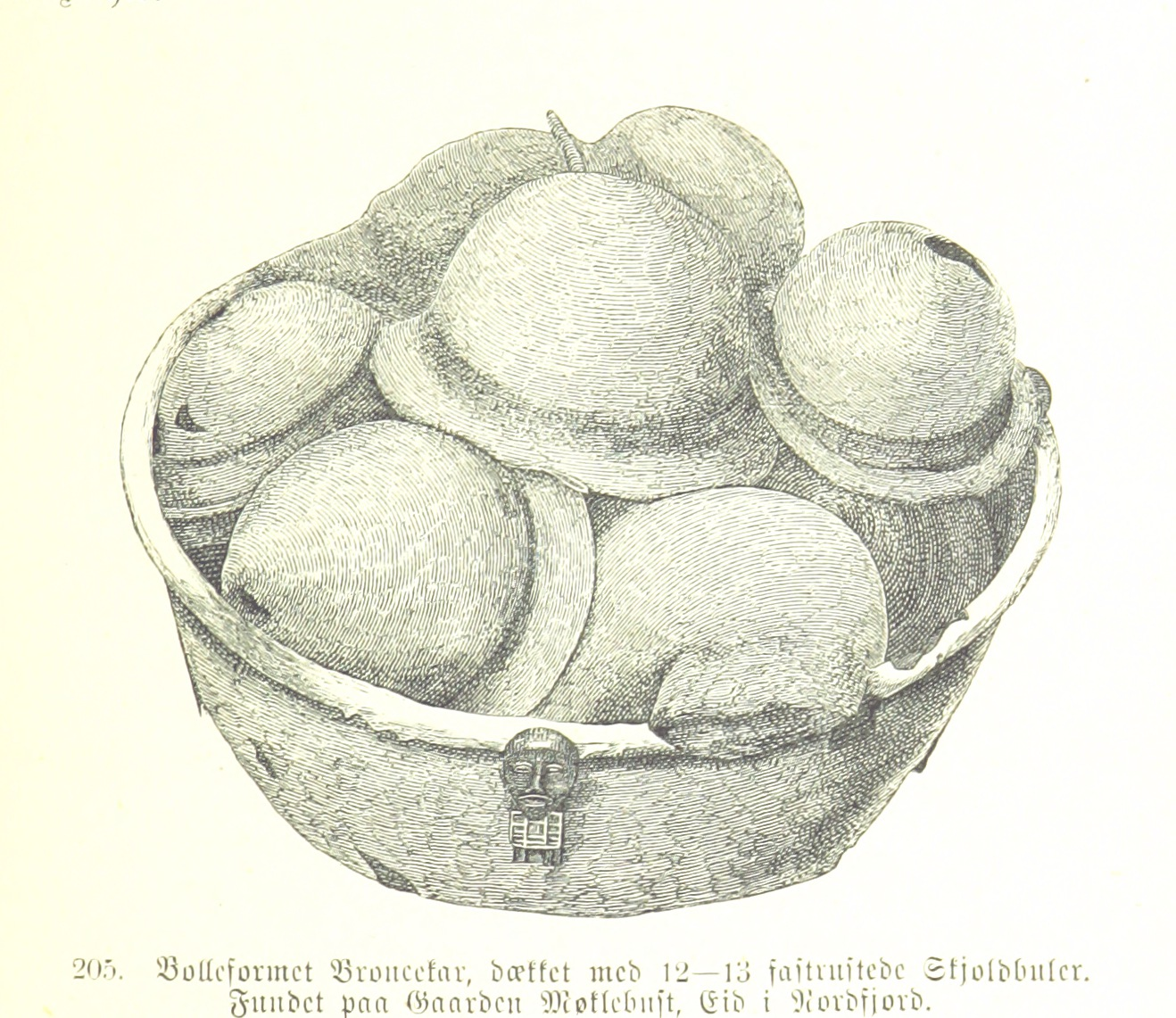
Schildbuckel (Skjoldbuler) im Bronzeeimer aus einem Bootsgrab